# イセパマイシン
イセパマイシン（英：IsepamicinもしくはIsepamycin）はアミノグリコシド系抗生物質である。.
1973年に特許が取得され、1988年に医療用として承認された。 世界保健機関（WHO）により、ヒトに使用される極めて重要な抗菌薬として指定されている

## 合成
ゲンタマイシンB [36889-15-3] (1)

Thieme ChemDrug Synthesis: Patent:

benzyl N-[(2S)-3-(2,5-dioxopyrrolidin-1-yl)-2-hydroxy-3-oxopropyl]carbamate, PC70561099 (2)
(3)